# 터닝메카드 R의 제품 정보 목록
애니메이션 《터닝메카드 R》의 제품 정보 목록이다.

## 제품 정보
출시 예정은 굵은 글씨 표시
- MCR-001 메카드 R 컨트롤러
- MCR-002 메카드 R 에반
- MCR-003 메카드 R 타나토스
- MCR-004 메카드 R 테로
- MCR-005 메카드 R 알타
- MCR-006 메카드 R 피닉스
- MCR-007 메카드 R 베노사
- MCR-008 메카드 R 프린스콩
- MCR-009 메카드 R 독꼬리
- MCR-010 메카드 R 디스크캐논
- MCR-011 메카드 R 네오
- MCR-012 메카드 R 레이더
- MCR-013 메카드 R 미리내
- MCR-014 메카드 R 무간
- MCR-015 메카드 R 타이탄